# Theodor Wørishøffer
Carl Julius Friederich Theodor (von) Wørishøffer (22. juli 1835 i København – 4. marts 1924) var en dansk officer, far til T.J. Wørishøffer.
Han var søn af generalløjtnant Philipp Wörishöffer og hustru født Kobrock, blev kadet 1848, sekondløjtnant 1853, deltog i Dybbøls forsvar og kampene på Als 1864, blev premierløjtnant 1867, kaptajn 1874, oberstløjtnant 1885 og fik afsked 1895 som karakteriseret oberst. Wørishøffer var kammerjunker, Kommandør af 2. grad af Dannebrogordenen og Dannebrogsmand.
Han var desuden medlem af Viborg Byråd 1888-95 og formand for De danske Vaabenbrødres kontrolkomité fra 1900.
Han var gift med Jutta Jensen (1. oktober 18?? i København - 1910).